# 紅船詠春拳
紅船詠春拳是於1840年後流行於中國廣東佛山的南拳，由紅船戲班傳出
紅船為18至19世紀，粵劇戲班為於兩廣河道間演出所使用的船隻，據說伶人最初雇用紫洞艇作為戲船，後來加上帆，在船身繪畫龍鱗菊花圖案，船頭髹成紅色，因而稱為紅船。主要用於運載戲班成員和戲箱，兼為戲班成員食宿之所，此類戲班皆稱為紅船戲班。
史上可查考最早的詠春拳傳人--梁贊，15歲時，在青雲街隨拳師羅雄習武，並結識瓊花會館榮華班二花面梁二娣，拜梁二娣為師，在瓊花會館行拜師儀式並加入天地會。梁贊從梁二娣學到羅漢伏虎拳、蝴蝶掌、少林絕脈法及陰陽鎖子腿、六點半棍等技。數年後樑二娣班約期滿轉廣州樂豐年班，別前介紹梁贊轉投其師兄、榮華班武生黃華寶，學詠春拳法。
因此，詠春拳本來是粵劇武生練功之一，後因1854年（咸豐四年），瓊花會館粵劇藝人李文茂等組織三合會、回應太平天國，在佛山經堂古寺起義。清政府為此燒毀瓊花會館，解散藝人，禁演粵劇15年，紅船從此絕跡，詠春拳亦消失於粵劇中。
1870年，粵劇解禁，梁贊設藥店於快子街，店名為榮生堂。同時對外傳授詠春拳，從此詠春拳一步步向全世界傳播。

## 天地人和
梁贊出身天地會，故以天地人和的理念，重新編排詠春拳的套路。
詠春拳只有三個基本套路——“沉橋”、“標指＂和“小念頭”；其各自的動作特色，分別為對應天、地、人。
三個基本套路的大成，便成天地人和“木人樁法”；又稱＂108式木人樁法＂。

## 大花面錦
李文茂事件（1854年後），清庭燒毀琼花會館，禁止粵戲在佛山演出，所有紅船被燒毀；現在只有在馬來西亞存留一支，拳種源於福建永春白鶴拳。。1870年後，粵戲恢復演出，當時在廣州任三班頭正印小武新锦、(原名(陆锦)，人稱大花面锦）。

## 馮小青（少青）
馮小青（185?—192?）享年73歲，廣東順德人，1870年粵劇何以恢復演出之後，在廣州追隨新錦師父，學習拳術。大約在清末民初時期，返回佛山，在佛山教授鹤形拳。

### 馮少青詠春拳內容
不明，應該是類福建永春白鹤拳或五形鹤形拳。

### 馮小青傳其他門人
有佛山馬仲如，趙簡鄉，羅厚普，梁恩，阮濟云與阮奇山兄弟等人。